# Carlo Baiardi
Carlo Antonio Baiardi (Sant'Angelo di Gatteo, 8 aprile 1915 – Savignano sul Rubicone, 10 maggio 1997) è stato un sassofonista italiano di liscio romagnolo.

## Biografia

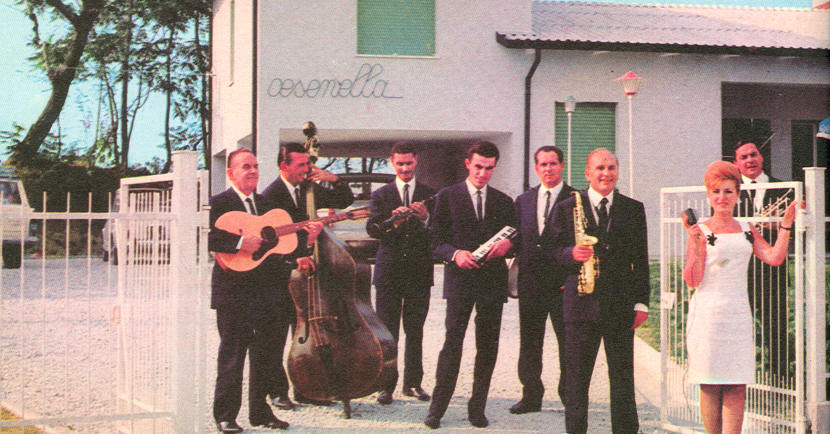
L'Orchestra di Carlo Baiardi attorno al 1970.

Esordì nel 1929 a 14 anni come sassofonista con l'Orchestra tipica romagnola Bertaccini di Savignano sul Rubicone ma da autodidatta suonò anche la fisarmonica ed il clarinetto in do.
Durante il secondo conflitto mondiale suonò nella banda del suo reggimento e finì per passare tre anni in Grecia. Dopo l'8 settembre 1943 fu catturato e deportato in Germania, rinchiuso nel campo di prigionia di Dachau. Sopravvisse lavorando come barbiere e nel 1945 fu liberato dalla 5ª Armata dell'esercito statunitense.
Tornato in Italia, nel 1947, incontrò Secondo Casadei con il quale era vicino di casa in gioventù, quando entrambi abitavano a Sant'Angelo di Gatteo. In breve tempo entrò a far parte della sua orchestra. Oltre a suonare le canzoni di Casadei dal vivo, Baiardi collaborò anche alle registrazioni su disco, come sax solista.
Dopo quindici anni di collaborazione, nell'autunno del 1962 Baiardi fondò la sua orchestra, cui diede il proprio nome, con cui debutta da solista con la The Red Record. L'anno successivo Mario De Luigi, sulle pagine di Musica e dischi, parlando dei dischi pubblicati fino a quel momento scrisse che le prime incisioni erano state accolte favorevolmente dal pubblico e dalla critica.
Nel 1972 entrò a far parte della formazione il figlio Egisto; il nome dell'orchestra cambiò in "Carlo ed Egisto Baiardi". Nel 1980 Carlo si ritirò dalle scene, lasciando la guida dell'orchestra al figlio.
Morì nel 1997.

## Discografia

### 33 giri
- 1965: Carlo Baiardi e il suo complesso (Combo Record, 20069)
- 1966: Carlo Baiardi e il suo complesso (Combo Record, 20077)
- 1967: Souvenir di Romagna (Combo Record, 20084)
- 1967: Souvenir di Romagna (Combo Record, 20089)
- 1973: Ciao mare (Combo Record, 20126)

### 45 giri
- 1965: Elviro/Marco (Combo Record, 4064)
- 1966: Marcellino/Frenetica (Combo Record, 4102)